# Didymocarpus platycalyx
Didymocarpus platycalyx är en tvåhjärtbladig växtart som beskrevs av Charles Baron Clarke. Didymocarpus platycalyx ingår i släktet Didymocarpus och familjen Gesneriaceae. Inga underarter finns listade i Catalogue of Life.